# Crataegus baroussana
Crataegus baroussana är en rosväxtart som beskrevs av Willard Webster Eggleston. Crataegus baroussana ingår i hagtornssläktet som ingår i familjen rosväxter. Utöver nominatformen finns också underarten C. b. jamensis.